# Немецко-христианский орден
Немецко-христианский орден (нем. Deutsch-christlicher Orden) — название различных масонских великих лож в Германском рейхе с 1933 по 1935 год.

## История
После захвата власти национал-социалистами в германском рейхе и роспуск ими Генеральной масонской лиги и Великой символической ложи Германии, некоторые масонские организации были вынуждены перенести работы своих лож за пределы Германии. Организационные структуры Древнего и принятого шотландского устава также приостановили свою работу в германском рейхе. Несколько великих лож попытались убедить национал-социалистов в том, что масонство не будет в оппозиции к национал-социализму.
7 апреля 1933 года, на встрече великого мастера Великой земельной ложи вольных каменщиков Германии с Германном Герингом, рейхскомиссаром для прусского министерства внутренних дел, было получено согласие на переименование Великой земельной ложи в Немецко-христианский орден тамплиеров. В то же время было заявлено, что орден больше не является масонской организацией. После этого стало известно, что через три дня после встречи, Великая национальная материнская ложа Три глобуса изменила своё название на Национальный христианский орден Фридриха Великого. В следующие несколько недель переименования произошли и в других великих ложах.
Переименованные великие ложи представили между апрелем и сентябрем 1933 года «Арийский параграф», частично подтверждавший требование о крещении всех членов. «Неарийские» масоны были исключены из орденов. Из ритуалов лож были удалены все ссылки на иудаизм и Ветхий Завет, легенда о мастере Хираме была заменена на Сагу о Бальдуре, колонны Боаз и Яхин были переименованы в Свет и Народ.
Несмотря на эти адаптации к идеологии национал-социализма, переименованные великие ложи не смогли преодолеть нацистскую оппозицию масонству. Немецко-христианские ордена были окончательно запрещены в 1935 году и распущенны Гестапо.

## Организации изменившие свои названия
Для обеспечения собственного выживания ряд масонских организаций изменили свои названия и правила.
Этими организациями стали:
- Немецко-христианский орден к дружбе, ранее Великая ложа Пруссии (первое название «Роял Йорк к дружбе»);
- Немецко-христианский орден тамплиеров, ранее Великая земельная ложа вольных каменщиков Германии;
- Немецко-христианский орден Саксонии, ранее Великая земельная ложа Саксонии;
- (Немецкий) — Христианский орден Немецкий собор, ранее Великая ложа немецких братьев в Лейпциге;
- Немецкий орден Гамбурга, ранее Великая ложа Гамбурга;
- Национальный христианский орден Фридриха Великого, ранее Великая национальная материнская ложа Три глобуса

история.